# Зюмбюля Попстефанова
Зюмбюля Попстефанова е българска учителка.

## Биография
Родена е през 1857 година в Ески Заара. В родния си град учи в Девическото училище. Там се запознава с Райна Попгеоргиева (Райна Княгиня), с която става близка приятелка. Учителства в Стара Загора, село Панданклии (Ямболско), Враца, Казанлък и Мъглиж. Участничка е в Априлското въстание от 1876 година. Заедно с друга учителка Гана Найденова ушива и извезва знамето на клисурските въстаници, тъй като по това време тя е омъжена и живее в Клисура.
След Освобождението се установява в Стара Загора. През 1926 година е поканена да участва в отбелязването на 50-т годишнината от Априлското въстание в Клисура. Тъй като е в напреднала възраст и не може да присъства лично, изпраща поздравително писмо до Комитета по организирането на бележитата годишнина. Умира през 1930 година.
Нейни лични документи се съхраняват в Държавен архив - Стара Загора под формата на частично постъпление във фонд №592.